# Pamela Voorhees
Pamela Voorhees, ocasionalmente conocida como la Señora Voorhees, es un personaje ficticio creada por Sean Scott Cunningham e introducido en la película slasher de 1980 Friday the 13th. Fue la antagonista original de la película y la madre del villano principal de la franquicia, Jason Voorhees. Fue interpretada originalmente por la actriz Betsy Palmer. Aunque el personaje solo tuvo participación en la primera película, sus acciones desencadenaron la naturaleza asesina de Jason y es usada como un personaje recurrente en la franquicia incluyendo secuelas, crossovers y reinicios.

## Apariciones

### Películas
A la edad de quince años, Pamela se embaraza de un hombre llamado Elías Voorhees aunque no hay mucha claridad en torno a la relación entre ambos, en algún momento se revela que Pamela acabó criando sola a su hijo. Posteriormente a la edad de 16 años da a luz a su hijo, que nace con hidrocefalia a quien decide nombrar como Jason. Debido a la deformidad de este y a sus discapacidades mentales, Pamela terminó siendo una madre sobreprotectora. 
Luego de conseguir empleo como la cocinera en un campamento llamado Crystal Lake, Pamela inscribió a su hijo en dicho campamento en 1957. Desafortunadamente allí Jason se volvió objeto de burlas de parte de sus compañeros por su deformidad, y en una ocasión lo acorralaron en el lago, donde se cayó y presumiblemente falleció por ahogamiento. La muerte de Jason fue en parte gracias a que los monitores no cumplieron con su deber de cuidar a los niños, pues estaban teniendo una fiesta en otra de las cabañas y otros estaban despreocupadamente teniendo relaciones sexuales. Poco después de la muerte de Jason, Pamela comienza a escuchar la voz de su hijo, pidiéndole que matara a los responsables de su muerte. Por lo que en el aniversario de la muerte de Jason, en el verano de 1958, Pamela asesinó a dos monitores del campamento Crystal Lake Barry y Claudette que creyó fueron responsables de la muerte de su hijo. Gracias a las muertes ocurridas, el lugar es clausurado y obtiene una turbia reputación siendo apodado como "campamento sangriento" por los residentes.
En 1962, cuando el campamento es considerado para abrirse de nuevo, Pamela regresa envenenando el agua y causando varios incendios, impidiendo que el lugar pudiera ser nuevamente abierto. Al poco tiempo Pamela se mudó cerca del campamento, comprometiéndose a impedir su apertura con el fin de evitar que vuelva a ocurrir una tragedia como la anterior y continuar vengando la muerte de su hijo conforme su salud mental se deteriora cada vez más.
Diecisiete años después en viernes 13 del verano de 1979, Steven Cristy compra el campamento Crystal Lake para reabrirlo con el apoyo de siete nuevos jóvenes monitores. Al enterarse, Pamela comienza a matar cruelmente a cada uno de ellos; primero se deshace de Annie, la nueva cocinera a quien intercepta en su camino al campamento en la carretera donde se ofrece a llevarla en su Jeep hasta que Annie se baja del vehículo en movimiento tras deducir sus intenciones, por lo que la persigue por el bosque hasta que la encuentra y la abre el cuello con su cuchillo de caza. 
Una vez en el campamento Pamela atrae la atención de Ned quien la sigue a una cabaña y procede a degollarlo, posteriormente comienza a acechar a la pareja Jack y Marcie, escondiéndose en su cabaña y esperando a que se separen para atacarlos. Elimina a Jack cuando lo apuñala en el cuello con una flecha por debajo de la cama en la que estaba recostado. En algún momento sigue a Marcie hasta los baños para clavarle un hacha en el rostro. La siguiente en morir es Brenda a quien cae en la trampa de Pamela cuando esta finge la voz de un niño desamparado para atraerla en el campo de tiro con arco. 
Para cuando Steven Christy llega al campamento una vez terminada la tormenta, Pamela se aprovecha de su anonimato para que Christy baje la guardia y lo asesina al apuñalarlo en el estómago. Con solo dos monitores restantes Pamela sabotea las líneas telefónicas y los vehículos para acorralarlos así como apagar el generador de electricidad para ganar ventaja. Como Bill es el único que va a revisar el generador la Sra. Voorhees lo asesina clavando su cuerpo con varias flechas en la puerta de la cabaña. Ya que Pamela confirma que Alice Hardy es la única monitora con vida que queda, se presenta ante ella como una vieja amiga de Christy para ganarse la confianza de la joven y que baje la guardia. Sin embargo cuando le cuenta la historia sobre el niño que se ahogó en 1957, Pamela se revela como la madre del niño e intenta asesinarla, culpándola de la tragedia e iniciando una persecución. Alice termina derrotando a Pamela al decapitarla con su propio machete que en sus últimos momentos su cuerpo decapitado anti naturalmente mueve sus manos como si buscara su cabeza. Al día siguiente Alice tiene una pesadilla en la que es hundida al fondo del lago por un todavía vivo Jason y le dice a los policías que la ayudaron que el desaparecido niño podría seguir vivo.
En la secuela, dos meses después Jason rescata la cabeza decapitada de su madre la cual utiliza para atormentar a Alice en su departamento, al colocarla dentro del refrigerador. Tras asesinar a Alice, Jason utiliza la cabeza de Pamela para colocarla en un altar junto con la ropa que llevaba y al lado de algunos cuerpos entre ellos el de Alice. Las acciones vengativas de su madre motivarían a Jason a no solo vengar su muerte sino también a continuar asesinando a todos aquellos que se acerquen al campamento por lo que desde entonces el campamento se vuelve su hogar y guarida. Cuando la joven Ginny Fields es perseguida por el asesino, ella intenta convencer a Jason de que es Pamela al usar el mismo suéter y hablarle como su madre, lo que ocasiona que Jason la vea momentáneamente como una alucinación de su madre.  
En Friday the 13th Part III, la heroína de la película Chris Higgins cerca del final tiene una pesadilla que involucra a Pamela, como una especie de cadáver reanimado que emerge del lago con su cabeza pegada a su cuerpo y en un estado de putrefacción para hundirla de forma similar a la pesadilla de Alice en la primera película. Sin embargo a diferencia de Alice, Chris queda traumatizada por la experiencia, temblando de miedo mientras un policía la escolta fuera del campamento.   
En el crossover con la franquicia A Nightmare on Elm Street, el asesino Freddy Krueger asume la forma de Pamela para manipular a Jason para obligarlo a asesinar adolescentes con el fin de que la gente del pueblo crea que Krueger ha regresado.
En una entrevista, John Carl Buechler reveló que tenía la intención de que el personaje apareciera en Friday the 13th Part VII: The New Blood en el que la heroína Tina Shepard tiene una visión surrealista de la cabeza decapitada de Pamela en los brazos de Jason, que gritaba repetidas veces "¡Ayúdame, mami!" La escena nunca se rodó, debido a que fue considerada excesiva. Otra aparición descartada del personaje, se había planificado en Jason Goes to Hell: The Final Friday en una secuencia de flashback. En la película Jason X originalmente se tenía pensado que Pamela hiciera una aparición holográfica del Campamento Crystal Lake con la que se pretendía distraer a Jason en la trama; una idea fue hacer que Jason atacara a la Pamela virtual para demostrar lo deshumanizado que se había vuelto.

### Literatura
La cabeza decapitada de Pamela Voorhees es un personaje principal en la saga literaria Camp Crystal Lake, escrita por Eric Morse. En la novela, un cazador llamado Joe Travers encuentra una tumba sin nombre y al excavar sobre ella encuentra la aún viva cabeza de Pamela que de alguna manera fue reanimada por la máscara maldita de Jason. Pamela le da a Travis la localización de la máscara de hockey enterrada de Jason, la cual termina usando. Al hacerlo es poseído por el espíritu de Jason. Carly, la heroína de la novela, descubre la cabeza en la tumba. Durante el confrontamiento final contra Pamela y el cazador, ella destruye la cabeza al dispararle con una escopeta, asesinando definitivamente a Pamela.
En 2007 la editorial WildStorm publicó un cómic de dos partes titulado Friday the 13th: Pamela's Tale que le da un mayor trasfondo al personaje, al explicar mucha de su historia antes de la muerte de Jason y su subsecuente derrota en la primera película. Lo que vuelve la historia en una especie de remake y precuela de la película original. En Pamela's Tale se revela que Pamela estaba casada con un hombre alcohólico y abusivo que llegó a violarla cuando aún estaba embarazada, lo que le causaría que Jason deformidades al nacer. Creyendo escuchar la voz de su en aquel entonces no nacido hijo, Pamela mataría a su esposo Elías Voorhees y posteriormente se encargaría de criar por su cuenta a su hijo, aun cuando el ya demostraba tendencias psicópatas al mutilar y asesinar a varios animales.
La historia es narrada por la propia Pamela a Annie, la primera de los monitores que fue asesina por ella. En una recreación de la escena en la que ella se sube a su camioneta, Annie trata de eludirla por los bosques solo para ser acorralada y degollada. Posteriormente Annie recupera su cuerpo y la sube a su auto donde le sigue contando su historia, tratándola como sí siguiera con vida.
En la continuación oficial en formato de historietas de la película crossover con Nightmare on Elm Street titulada Freddy vs. Jason vs. Ash, Freddy Krueger vuelve a personificar a la fallecida Pamela para convencer a Jason de que vaya en busca del Necromicom para utilizar sus poderes místicos en su propio beneficio. A medida que Freddy trata de utilizar el grimorio en su rival, este nota que no es muy diferente a los demonios Deadite, implicándose que Pamela pudo haber utilizado el necronomicon para resucitar a su hijo y por ende lo que explicaría la condición y semi inmortalidad Jason. En 2017 Adam Marcus, director de Jason Goes to Hell: The Final Friday afirmaría que tenía planificado revelar que Pamela había convertido a Jason en un deadite, pero que la idea fue descartada desde que New Line Cinema no tendría los derechos para utilizar ningún personaje de la franquicia de Evil Dead.

## Concepto y creación
La idea de utilizar a Jason como el villano de la siguiente película se realizó con el objetivo de darle a la franquicia un toque de antología. Sin embargo debido a la popularidad que el asesino en serie recibió desde la secuela, el concepto fue descartado pero la idea sería reutilizada para la quinta entrega de la saga Friday the 13th: A New Beginning. Miller concibió a la Sra. Voorhees como una asesina que usa la maternidad como su motivación para asesinar y fue muy vocal sobre su desdén por la decisión de utilizar a Jason como el villano principal de la franquicia dado que era un concepto opuesto a su idea original.
De acuerdo a información compartida por Palmer ella inicialmente solo aceptó el papel debido a que tenía una deuda relacionada con su auto.
En varias entrevistas Palmer reconoció que no le gusto la idea de participar en la película debido a que no le gustaban las películas de terror e incluso después de leer el guion al que se refirió como una porquería. A modo de preparación para su papel, Palmer ideó el pasado de Pamela pese a que este no estaba especificado en el libreto; concluyendo que se embarazo de adolescente en la década de los cuarenta y como se vio obligada a criar a su hijo sin el apoyo de su pareja o su familia por los valores conservadores de la época. En una de las primeras versiones del libreto escrito por Víctor Miller, la identidad de Voorhees como la asesina sería revelada en el clímax de la película al revelarse que la madre de Jason le faltaría un dedo que el asesino perdía en una de las primeras secuencias de muerte en la película.

## Recepción

### Controversia
Poco antes del estreno del reinicio del 2009, se desató una controversia con la intérprete original del personaje, Betsy Palmer, ya que la actriz notó que la voz que repetía el audio original de la película de 1980 en los tráilers sonaba igual a la de ella y que no había dado su permiso para que se usara su voz. En su defensa, un representante de Paramount, Bill Neil, comentó que se usó a una doble llamada Kathleen Garrett que se encargó de recitar el diálogo original dado que era imposible utilizar el audio original de la película porque la voz de la actriz estaba mezclada con los efectos de sonido y música de la película de 1980.

### Impacto
Pamela Voorhees es considerada como una de las villanas en el cine slasher más memorables y el giro sobre su identidad como la asesina del primer filme es listado como la mejor parte de la película en algunos listados sobre la franquicia en sitios como Imdb.
El personaje ha sido tema de parodias, sátiras y homenajes en el género del horror y ficción en general: en Scream 2 Laurie Metcalf interpeta a la villana principal de la película la Sra. Loomis que como sucedió en Friday the 13th y Friday the 13th Part II intenta vengar la muerte de su hijo convirtiéndose en la sucesora de Ghostface. En American Horror Story: 1984 Lily Rabe interpreta a Lavinia Ritchner, un personaje fuertemente inspirado en la caracterización de Palmer. En la quinta temporada de Leyendas del Mañana la villana del episodio es Kathy Meyers, la madre de un solitario adolescente que inicialmente es creído como un asesino serial solo para revelarse que la asesina era en realidad la Sra. Meyers.